# Рокови перверзни снови
Рокови перверзни снови (енгл. Rocco's Dirty Dreams) је порнографски филм глумца и режисера Рока Сифредија из 2005. године, први у овом серијалу. Филм је у Србији издало новосадско предузеће Hexor 2009. године у тиражу од 4000 комада. Интерна ознака српског издавача је DC21, а каталошки број COBISS.SR-ID 217602823.

## Опис са омота
Разлика између Рока [Rocco] и нас осталих обичних људи, је то што су се његови снови остварили! У овом филму Синди Лордс [Cindy Lords] добија четвороструку секси забаву, а непристојна Натали искориштава и Рока и Мајка Чемпмена [Mike Champman]. Три прљаве сцене од господара умова. Ово су „Рокови прљави снови” и само он може замислити тако врућу акцију. Овај филм ће вам изазвати ноћне ерекције. Будите упозорени, ово није за оне са слабим срцем, дођите припремљени или будите спремни да платите ваше најскривеније пожуде…

## Улоге
| Глумац            | Улога |
| ----------------- | ----- |
| Rocco Siffredi    |       |
| Cindy Lords       |       |
| Cory Everson      |       |
| Francesca Felucci |       |
| Lianna Gold       |       |
| Liliana Ferri     |       |
| Natalli Di Rossa  |       |
| Zenza Raggi       |       |